# Haidel
Der Haidel ist ein 1165,6 m ü. NHN hoher bewaldeter Berg im Bayerischen Wald östlich von Freyung und nordöstlich von Waldkirchen im Landkreis Freyung-Grafenau. Über ihn verläuft die Elbe-Donau-Wasserscheide. Charakteristisch für den Gipfel, der einen flachen Rücken bildet, sind zwei weithin sichtbare Bauwerke: ein Aussichtsturm und ein Sendeturm der Deutschen Telekom AG.
Am Osthang des Haidel, oberhalb von Haidmühle, bilden einige Bäche die Kalte Moldau. Im Mittelalter führte ein Salzhandelsweg, einer der so genannten „Goldenen Steige“, der Prachatitzer Steig, von Passau über den Berg in Richtung Prachatitz in Böhmen.

## Haidel-Turm

Aussichtsturm auf dem Haidel

Als im Jahr 1925 ein schwerer Sturm den Wald auf dem Gipfelrücken des Haidel kahl schlug, erkannte man die hervorragende Aussicht, die sich vom Gipfel aus über die Hügel des Bayerischen Waldes und des Böhmerwaldes bis hin zu den Alpen bietet. Um diese Aussicht zu erhalten, wurde, bevor der Gipfel wieder bewaldet war, im Jahr 1934 ein erster 15 Meter hoher Aussichtsturm aus Holz erbaut. Dieser erste Turm musste wegen Baufälligkeit im Jahr 1948 wieder abgerissen werden.
Im Jahr 1967 gründete Pfarrer Herbert Kessler die Sektion Leopoldsreut des Bayerischen Wald-Vereins. Der Verein erschloss die Haidel-Region durch zahlreiche Wanderwege und setzte sich das Ziel, mit einem neuen Aussichtsturm einen touristischen Anziehungspunkt zu schaffen. Im Jahr 1970 wurde der neue 25 Meter hohe Holzturm eröffnet. Die klimatischen Verhältnisse auf dem Haidel-Gipfel erforderten in den kommenden Jahren starke Anstrengungen der Waldvereinssektion, um den Turm zu erhalten. Doch auch zwei größere Sanierungen 1984 und 1990 konnten nicht verhindern, dass der zweite Turm im Jahr 1997 wegen Baufälligkeit gesperrt und 1998 abgerissen werden musste.
Um das Ausflugsziel Haidel-Turm zu erhalten, wurde noch im Jahr 1997 der „Förderverein Haidel-Aussichtsturm e. V.“ gegründet. Zusammen mit der Waldvereinssektion Leopoldsreut wurde 1999 tatkräftig an der Errichtung des dritten Haidel-Aussichtsturmes gearbeitet. Am 27. Juni 1999 konnte Pfarrer Herbert Kessler zusammen mit den Pfarrern der Haidel-Gemeinden den neuen Turm und das vom Passauer Bischof Franz Xaver Eder gestiftete Turmkreuz innerhalb eines Festgottesdienstes segnen. Der dritte Haidel-Aussichtsturm ist 35,16 Meter hoch und aus Douglasien- und Lärchenholz gefertigt. Über 159 Stufen gelangt man zur 30,33 Meter hohen Aussichtsplattform.

## Sendeanlagen

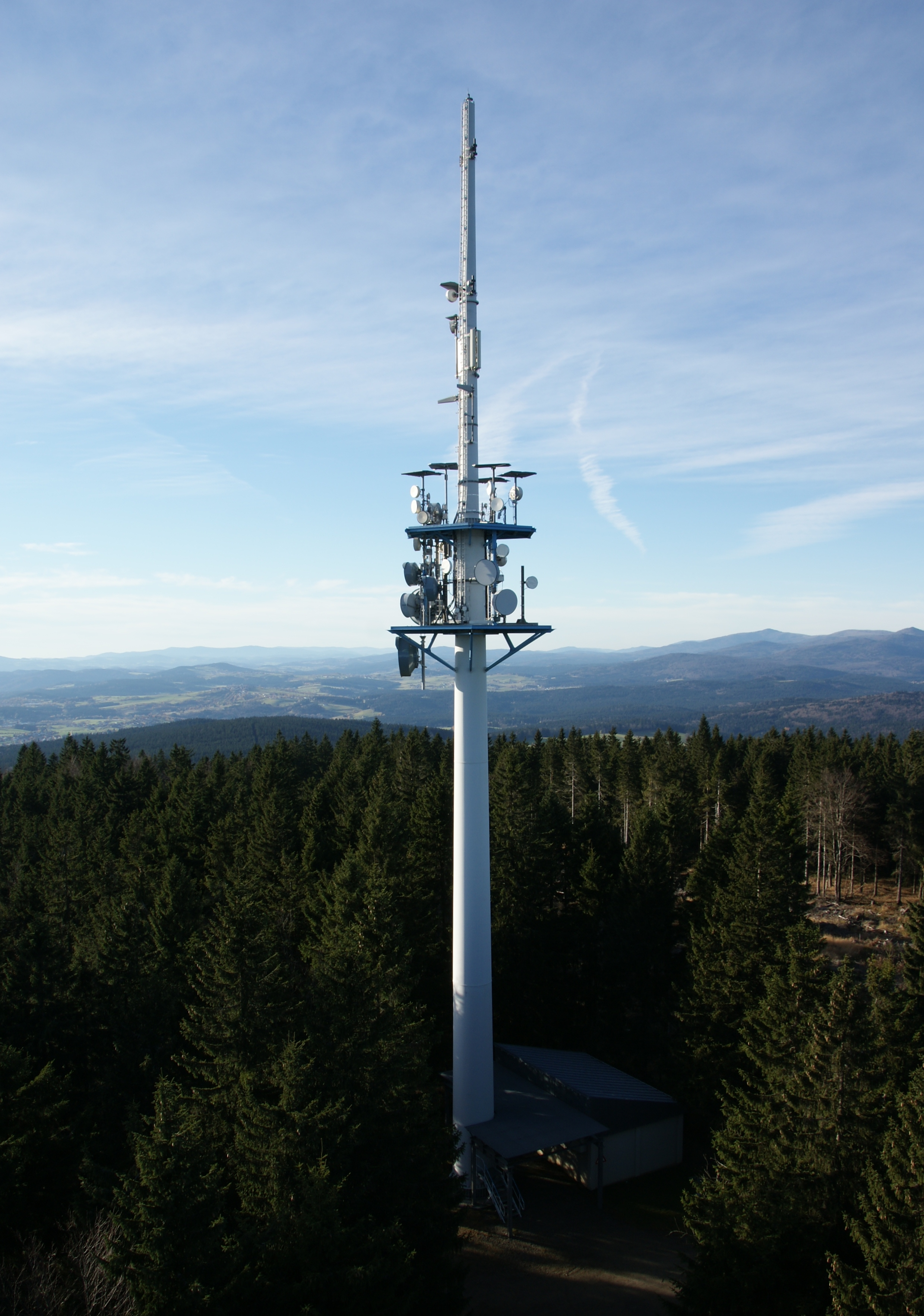
Fernmeldeturm auf dem Haidel

Die hervorragende Rundumsicht über den unteren Bayerischen Wald wird auch für den Betrieb von Sendeanlagen genutzt.
Seit 3. April 2007 dient auch der Aussichtsturm als Antennenträger. Auf dem Dach wurde eine Mobil- und Richtfunkantennenanlage installiert, die die umliegenden Orte Freyung, Grainet, Haidmühle, Herzogsreut, Hinterschmiding, Jandelsbrunn und Philippsreut mit BWA, dem Breitband-Internet per Funk, (LTE/5G) versorgen soll.
Der Sendeturm der Deutschen Telekom auf dem Gipfel des Haidel ist ein 60 m hoher selbsttragender Stahlrohrturm mit zwei Plattformen. Er dient als Richtfunkknoten und Füllsender für den Bayerischen Wald und versorgte bis zur Umstellung auf DVB-T die nähere Umgebung mit den Programmen des ZDF (Kanal 34) und des Bayerischen Fernsehens (Kanal 42). Inzwischen wird die Grundversorgung vom Sender Brotjacklriegel übernommen. UnserRadio auf 101,5 MHz (mit 100 W ERP) wird vom Sender Freyung-Geyersberg ausgestrahlt.
Digitales Radio (DAB+) des BR soll auch vom Haidel aus gesendet werden.
| Block           | Programme | Gleichwellennetz (SFN) |
| --------------- | --- | --- |
| 7D Niederbayern | DAB-Block des Bayerischen Rundfunks - Bayern 1 (Schwaben) (96 kbps) - Bayern 1 (Mainfranken) (96 kbps) - BR24live (64 kbps, Mono) - Radio Teddy (72 kbps) - egoFM (72 kbps) - Maximal Radio Niederbayern (72 kbps) - Galaxy (LA/DGF) (72 kbps) - Maximal Radio (SR) (72 kbps) - Unser Radio (72 kbps) - Galaxy (PA/DEG) (72 kbps) - Oldie-Welle Niederbayern (72 kbps) - Arabella Bayern (96 kbps) - Rock Antenne Bayern (72 kbps) - BR EPG (8 kbps) | Brotjacklriegel, Deggendorf (Aletsberg), Dingolfing, Einödriegel, Kelheim, Landshut (Altdorf), Mainburg, Mallersdorf-Pfaffenberg, Oberfrauenwald, Passau (Kühberg), Pfarrkirchen, Rattenberg, Rotthalmünster, Viechtach (Weigelsberg) (geplant), Vilsbiburg |
| 11D BR Bayern   | DAB-Block des Bayerischen Rundfunks - Bayern 1 (Oberbayern) (96 kbps) - Bayern 1 (Niederbayern/Oberpfalz) (96 kbps) - Bayern 1 (Franken) (96 kbps) - Bayern 2 (96 kbps) - Bayern 3 (96 kbps) - BR-Klassik (144 kbps) - BR24 (72 kbps, Mono) - BR Schlager (96 kbps) - Puls (96 kbps) - BR Heimat (128 kbps) - BR Verkehr (16 kbps, Mono) - Antenne Bayern (80 kbps) - BR EPG (8 kbps Daten) - ARD TPEG (24 kbps)                                     | - Unterfranken: Alzenau (Hahnenkamm), Burgsinn (Main-Spessart), Dettelbach, Ebern, Frammersbach (Sauerberg) (geplant), Gemünden, Hammelburg, Kreuzberg (Rhön), Miltenberg-Wenschdorf, Neustadt am Main, Obernburg am Main, Ostheim (Heidelberg), Pfaffenberg (Aschaffenburg), Schweinfurt (Schonungen), Volkach, Wertheim, Würzburg (Frankenwarte), Zeil am Main - Oberfranken: Bad Steben, Bamberg (Geisberg), Burgwindheim (geplant), Coburg (Eckardtsberg), Hof (Labyrinthberg), Kronach, Kulmbach, Ludwigsstadt (Ebersdorf), Ochsenkopf (Fichtelgebirge), Pegnitz - Mittelfranken: Ansbach (geplant), Büttelberg, Hesselberg, Hersbruck, Nürnberg (Fernmeldeturm), Rothenburg ob der Tauber, Treuchtlingen, Weißenburg - Oberpfalz: Altenstadt, Amberg (Hirschau), Amberg-Süd, Dillberg (Neumarkt), Fuchsmühl, Geigant, Hoher Bogen (Furth im Wald), Hohe Linie (Regensburg), Kallmünz (geplant), Pfreimd, Schönsee (Drechselberg), Weigendorf - Niederbayern: Brotjacklriegel, Deggendorf (Aletsberg), Dingolfing, Einödriegel, Kelheim, Landshut (Altdorf), Mainburg, Mallersdorf-Pfaffenberg, Oberfrauenwald, Passau (Kühberg), Pfarrkirchen, Rattenberg, Rotthalmünster, Viechtach (Weigelsberg) (geplant), Vilsbiburg - Schwaben: Augsburg (Hotelturm), Augsburg (Welden), Balderschwang (Oberberg), Grünten, Hühnerberg (Harburg), Kaufbeuren (geplant), Markt Wald, Memmingen, Pfänder (Vorarlberg), Pfronten (Breitenberg), Ulm (Kuhberg) - Oberbayern: Bad Tölz (Gaißach), Berchtesgaden (Jenner), Eichstätt, Fürstenfeldbruck (Schöngeising), Gelbelsee, Herzogstand (Fahrenbergkopf), Hochberg (Traunstein), Hohenpeißenberg, Inntal (Ebbs), Isen, München-Freimann, München-Ismaning, München (Olympiaturm), Neuötting, Oberammergau (Laber), Pfaffenhofen (Wolfsberg), Pfaffenhofen (BR), Reit im Winkl, Untersberg (Salzburg), Tegernseer Tal (Wallberg), Wasserburg am Inn (Koblberg), Wendelstein (Bayrischzell) |